# HD 203025
HD 203025，又名BD+57 2309，SAO 33288、HR 8153，是一颗恒星，视星等为6.42，位于銀經98，銀緯6.53，其B1900.0坐标为赤經21h 14m 34s，赤緯+58° 6.53′ 29″。